# 毒ガス帯
『毒ガス帯』（どくガスたい、英: The Poison Belt）は、アーサー・コナン・ドイルによるチャレンジャー教授を主人公とする小説のシリーズ2作目。 1913年に書かれ、南米奥地の野外でストーリーが進む1作目の『失われた世界』と異なり、多くがサセックスにあるチャレンジャーの家の一室で進行する。1910年代に書かれたチャレンジャー教授シリーズ最後の作品であり、1920年代に入るとドイルの精神主義への傾倒が作中に影響を与え始める。

## あらすじ
チャレンジャーは「失われた世界」探検を共にした3人の仲間、エドワード・マローン記者、ジョン・ロクストン卿、サマリー教授にロンドン郊外にある彼の家に「酸素を持って」集まるよう依頼する電報を送った。旅の道中、3人は人々の様子が激しやすく、不安定になっているのを目撃した。到着後、彼らはチャレンジャー及び彼の夫人と共に密閉された部屋に案内された。チャレンジャーは、さまざまな現象を研究する内、地球が有毒なエーテルの帯に突入しつつあると予測していた。この帯は、その日の早い段階にスマトラの人々に影響を与え、やがては人類を死滅させると予期した。やがて毒ガスの明確な影響が家にまで及ぶとチャレンジャーは部屋を封印し、エーテルの脅威に対抗し得ると確信する酸素ボンベを開いた。
5人は外界で人や動物が死に、汽車が暴走するのを見つめながら、毒ガス帯が地球を通過するのを待った。（ヴィクトリア時代の価値感によるものか、ドイル自身の感覚なのか、チャレンジャーの使用人たちは密閉された部屋の外に置かれ、そのままエーテルの犠牲となった。）翌朝、遂に最後の酸素ボンベが空になり、彼らは死を覚悟して窓を開いた。驚いたことに彼らは死ぬことはなく、地球が毒ガス帯を抜けた事が判明した。一行はチャレンジャーの車で死に絶えた田園地帯を通ってロンドンに到着する。彼らは唯一の生存者である酸素マスクを常用し、ほぼ寝たきりとなっている高齢の女性に遭遇する。教会の鐘を鳴らして呼びかけてみるも、それ以外の生存者は存在しないようであった。
チャレンジャーの家に戻った後、彼らはエーテルの効果が一時的なものと気付いた。人々は全く時間が経過したという知覚無しに目を覚ました。眠っていただけなら教授一行がそれと気付かない筈は無く、呼吸も鼓動も極めて微弱になる仮死状態であったと推測された。最終的にチャレンジャーたちは世界中に衝撃を与えた事実を、眠っている間に起こった汽車の暴走や火災による膨大な死と破壊によって簡単に人々に納得させることができた。

## ドラマ化
1944年、BBCは同年春に好評を博した『失われた世界』の続篇としてラジオドラマを放送した。
マーク・F・スミスが吹き込んだ『毒ガス帯』の音声は、インターネットアーカイブで入手出来る。
1983年のクリスマス期間にBBCラジオ4で5部構成の朗読劇がピーター・ペイシーによって読まれた。

## 日本語訳
- 『地球さいごの日 (名作冒険全集 10)』武田武彦訳、「地球さいごの日」として収録、偕成社 1957年 全国書誌番号:45027653 （ジュブナイル）
- 『世界SF全集 第3巻 ドイル』永井淳訳、「毒ガス帯」として収録、早川書房 1970年 全国書誌番号:75009539
- 『毒ガス帯』竜口直太郎訳、 東京創元社「創元推理文庫」 1971年 全国書誌番号:75062579。新版 創元SF文庫